# Evangelisch-Presbyterianische Kirche im Iran

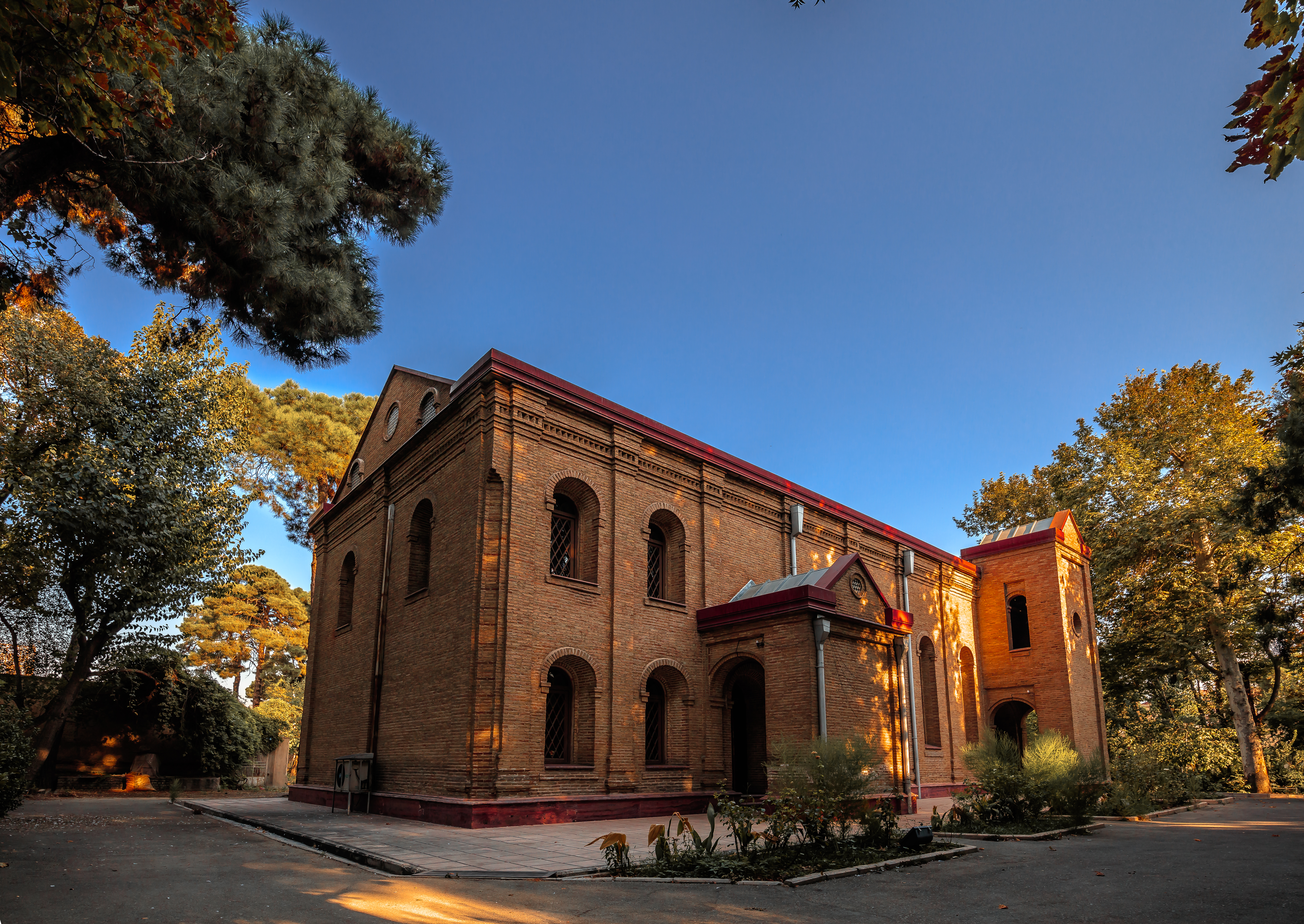
Evangelische Kirche St. Peter zu Teheran, 2017

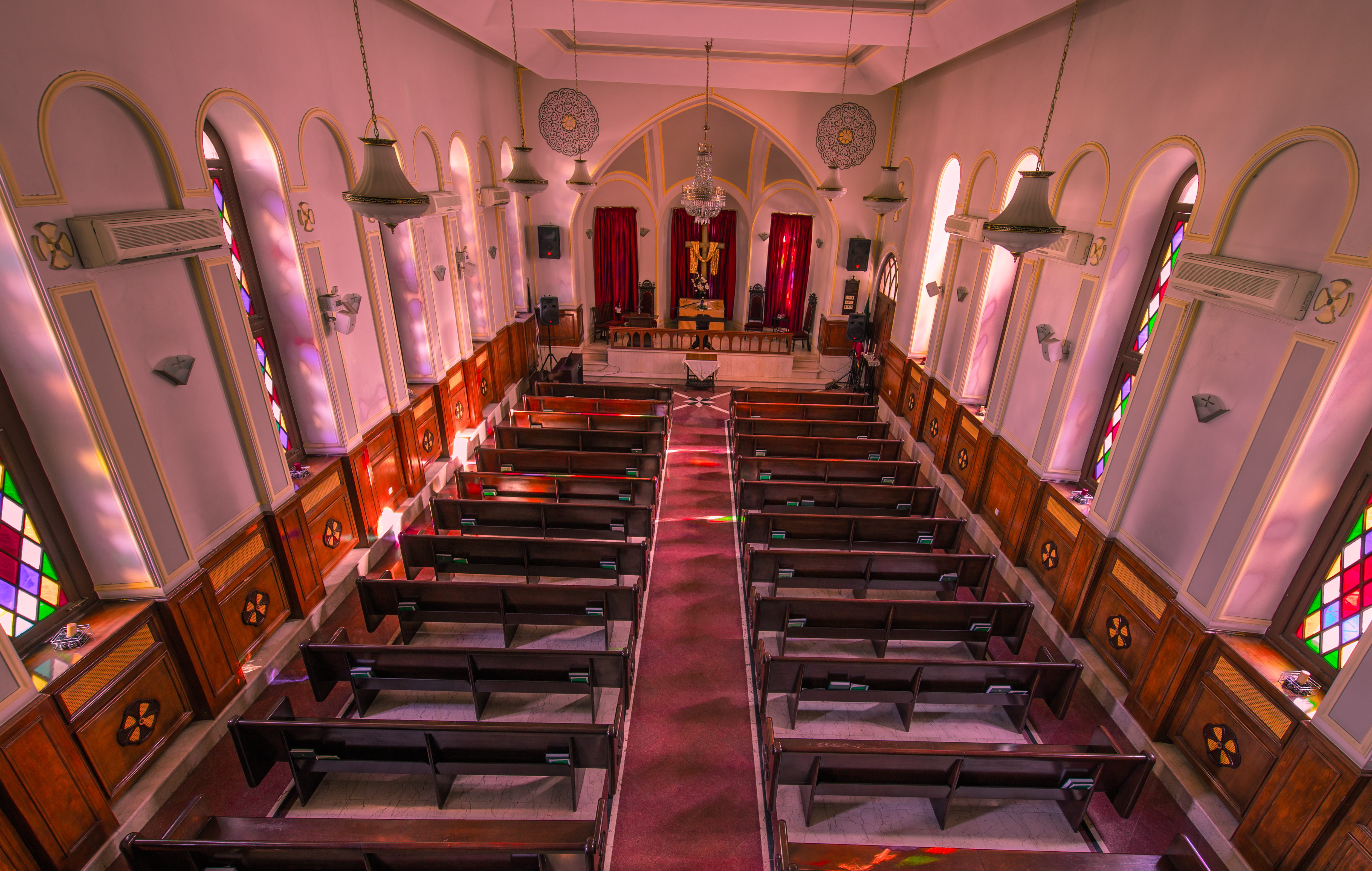
Evangelische Kirche St. Peter zu Teheran, Innenansicht

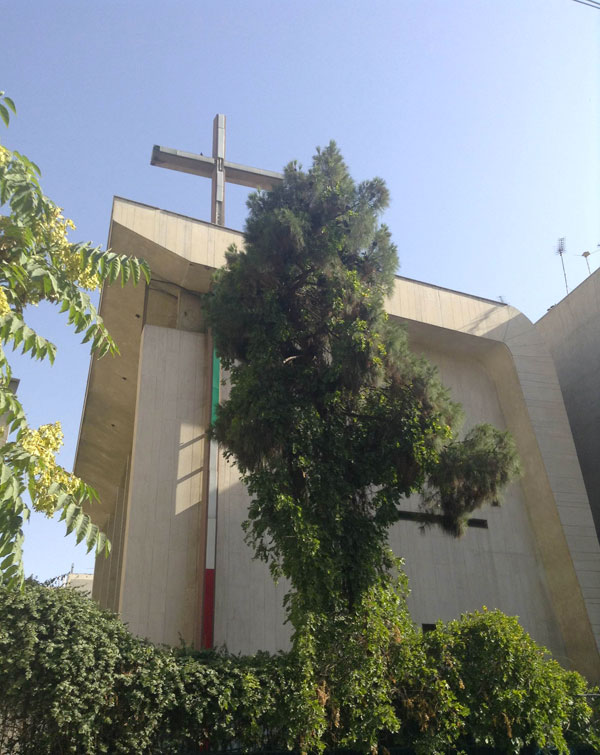
Assyrische Evangelische Kirche Mar Tuma in Teheran, 2014

Die Evangelische Presbyterianische Kirche in Iran ist ein Zusammenschluss der evangelischen Kirchen im Iran mit presbyterianischer Ausrichtung. Ihre Anfänge gehen auf das Jahr 1834 zurück. Auf Grund des Verbotes der Konversion vom Islam zu anderen Religionen in der Islamischen Republik Iran ist ihnen nur noch eine eingeschränkte Tätigkeit möglich.

## Geschichte
Vor den Presbyterianern gab es Missionstätigkeit englischsprachiger Missionare bereits mit dem aus Cornwall (England) stammenden anglikanischen Missionar Henry Martyn, der 1812 eine Übersetzung des Neuen Testaments ins Persische vollendete und diese über den britischen Botschafter an den Schah übergeben ließ. Mit dem 1805 in Holyoke (Massachusetts, USA) geborenen Justin Perkins begann die Mission der presbyterianischen Missionare aus den USA im Iran. Perkins kam 1834 mit seiner Frau aus den USA nach Iran, um das Land für Jesus Christus zu gewinnen, wofür er die am Westufer des Urmiasees lebenden Assyrer als Brückenglied ansah. Ziel der Missionare war eine „Erneuerung des Glaubens“ unter den traditionell christlich lebenden, der Assyrischen Kirche des Ostens, teilweise auch der Chaldäisch-katholischen Kirche angehörenden Assyrern, die sich, wenn sie Katholiken waren, Chaldäer nannten. Auf die westliche Missionstätigkeit bei den Assyrern reagierten benachbarte Kurden und Türken feindselig. In den 1840er Jahren griffen sie die Assyrer an, die Gegenwehr leisteten. 10.000 Menschen kamen durch die Feindseligkeiten ums Leben. Ablehnend auf die ausländischen Protestanten reagierte angesichts dieser Erfahrungen auch der assyrische Klerus, dessen Bischof 1846 einen Unvereinbarkeitsbeschluss erließ. Assyrische Anhänger der protestantischen Lehre gründeten daraufhin eine eigene Kirche, die Presbyterianische Kirche im Iran, die nicht mehr dem assyrischen Bischof, sondern der presbyterianischen Missionsgesellschaft in den USA verantwortlich war. Ende des 19. Jahrhunderts gab es im Iran 6000 assyrische Presbyterianer in 25 Gemeinden. 1870 begannen die Anglikaner mit Robert Bruce ihre Mission in Isfahan. Dabei teilten sich die Kirchen ihre Missionsgebiete auf: die Presbyterianer in Urmia und im Norden Irans, die Anglikaner in Isfahan und im Süden des Landes. Sowohl die Presbyterianer als auch die Anglikaner erreichten viele assyrische und einige armenische Christen, jedoch nur sehr wenige Muslime.
Unter Leitung von Justin Perkins wurde ab den 1830er Jahren aus den aramäischen Dialekten der Assyrer der Region Urmia ein aramäischer Standard entwickelt, in den das Neue Testament übersetzt und 1846 veröffentlicht wurde. Wesentliche Grundlage für die Übersetzung war die in der traditionellen aramäischen Sprache, dem klassischen Syrisch verfasste Peschitta.
Über die Jahre bildeten sich etliche evangelische presbyterianische Gemeinden mit unterschiedlichem Hintergrund, die sich 1934 zu einer Synode als „autonome nationale iranische Kirche“ zusammenschlossen. Diese nahm 1963 den Namen Evangelische Presbyterianische Kirche in Iran an.
Mit der Islamischen Revolution 1979 wurde das Leben der presbyterianischen Gemeinden im Iran schwerer. Die Behörden verboten den Kirchen, unter Muslimen zu missionieren, und Personen mit muslimischem Hintergrund durften nicht mehr an den Gottesdiensten teilnehmen. Dies ging so weit, dass selbst Gottesdienste in persischer Sprache nicht mehr geduldet wurden, da dies vom Staat als Mission unter Muslimen aufgefasst wurde. Da sich die presbyterianischen Kirchen nicht konsequent an diese staatlichen Vorgaben hielten, waren sie ebenso wie die Anglikanische Kirche von Verfolgungen betroffen, wozu Kirchenschließungen und Festnahmen von Pastoren und von konvertierten Muslimen gehörten. In Teheran gab es 2006 noch drei evangelische Kirchen mit persischsprachigen Gottesdiensten: Die presbyterianische Immanuelkirche, die presbyterianische Kirche St. Peter und die Hauptkirche der pfingstkirchlichen Dschama'at-e Rabbani an der Taleqani-Allee. Diese drei hatten im Jahre 2006 weniger als 1000 registrierte Mitglieder. Während die letzte Kirche von Dschama'at-e Rabbani 2013 geschlossen wurde, verordneten die Behörden am 2. Januar 2014 das Ende der Gottesdienste in persischer Sprache auch in der Immanuelkirche und der Peterskirche, so dass hier nur noch in anderen Sprachen gepredigt wird. Am 9. Mai 2019 wurde die Evangelische Presbyterianische Kirche in Täbris von iranischen Sicherheitsbeamten geschlossen und das Kreuz entfernt. Der Madschles-Abgeordnete Yonathan Betkolia protestierte am 25. Mai gegen die Schließung. Zwar wurde das Kreuz am 9. Juli wieder angebracht, doch blieb die Kirche zumindest vorläufig polizeilich geschlossen.

## Gemeindeleben in den iranischen presbyterianischen Kirchen
In der Evangelischen Presbyterianischen Kirche in Iran sind neben persischsprachigen Gemeinden auch die Gemeinden der Assyrischen Evangelischen Kirche und der Armenischen Evangelischen Kirche im Iran zusammengeschlossen. Die Gottesdienste in den iranischen presbyterianischen Kirchen werden auf Persisch, Syrisch (Aramäisch) und Armenisch gehalten, und entlang dieser Sprachen ist die Synode strukturiert. Gemeinsame Sprache ist Persisch.
Die Gemeinden der Evangelisch-Presbyterianischen Kirche des Iran haben etwa 1500 Mitglieder. Es gibt 5 Pastoren in 7 Kirchengemeinden.

## Einige presbyterianische Kirchen im Iran

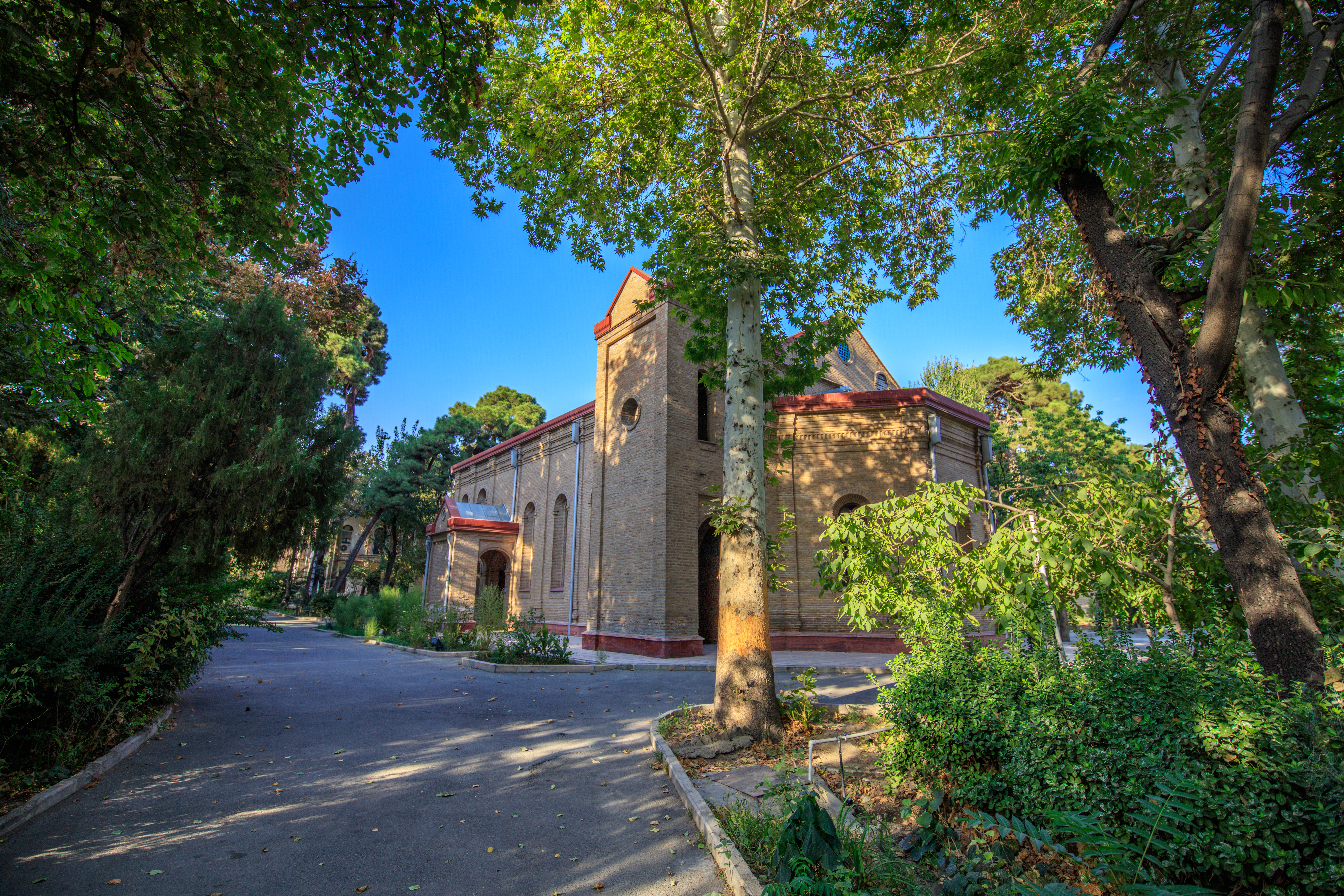
Evangelische Kirche St. Peter zu Teheran, 2017

In Teheran sind die bedeutendsten presbyterianischen Kirchen die 1876 errichtete Evangelische Kirche St. Peter – Hauptkirche der Presbyterianer (mit den Koordinaten hier im Artikel berücksichtigt) – in Imam Chomeini und die Evangelische Immanuelkirche im Stadtteil Vanak. Die Armenische Evangelische Kirche hat in Teheran vier Gotteshäuser: Neben der inzwischen wieder ganz armenischsprachigen Immanuelkirche in Vanak sind dies die ebenfalls 1876 fertiggestellte Johanneskirche als Hauptkirche, außerdem noch die Heiliggeistkirche (Hokeshounch, Ogheshunch oder Oghenusch) und die Kirche Schnorhali. Zur Assyrischen Evangelischen Kirche zählt unter anderem die 1959 fertiggestellte Kirche Mar Tuma in Teheran.
Weitere assyrische evangelische Kirchen sind die Evangelische Johanneskirche in Urmia und die 1957 als Nachfolgebau einer älteren Kirche entstandene, am 9. Mai 2019 polizeilich geschlossene Evangelische Presbyterianische Kirche in Täbris.
In Hamadan gab es ab 1886 auch eine armenische evangelische Kirche, nämlich die Kirche der Heiligen Stephan und Gregor der Erleuchter. Diese wurde nach 100 Jahren ebenso wie die benachbarte armenisch-apostolische Kirche der Heiligen Muttergottes geschlossen und in ein Museum über die armenische Geschichte umgewandelt, weil inzwischen sämtliche Armenier aus Hamadan ausgewandert waren. Inzwischen gibt es innerhalb Irans nur noch in Teheran vier armenische evangelische Kirchen.